# Aristaea pavoniella
Aristaea pavoniella là một loài bướm đêm thuộc họ Gracillariidae. Nó được tìm thấy ở Đức và Ba Lan đến Ý, cũng như trung và nam Nga.
Sải cánh dài 8–10 mm.
Ấu trùng ăn Aster alpinus, Aster amellus và Aster bellidiastrum. Chúng ăn lá nơi chúng làm tổ.